# Iisaku (plaats)

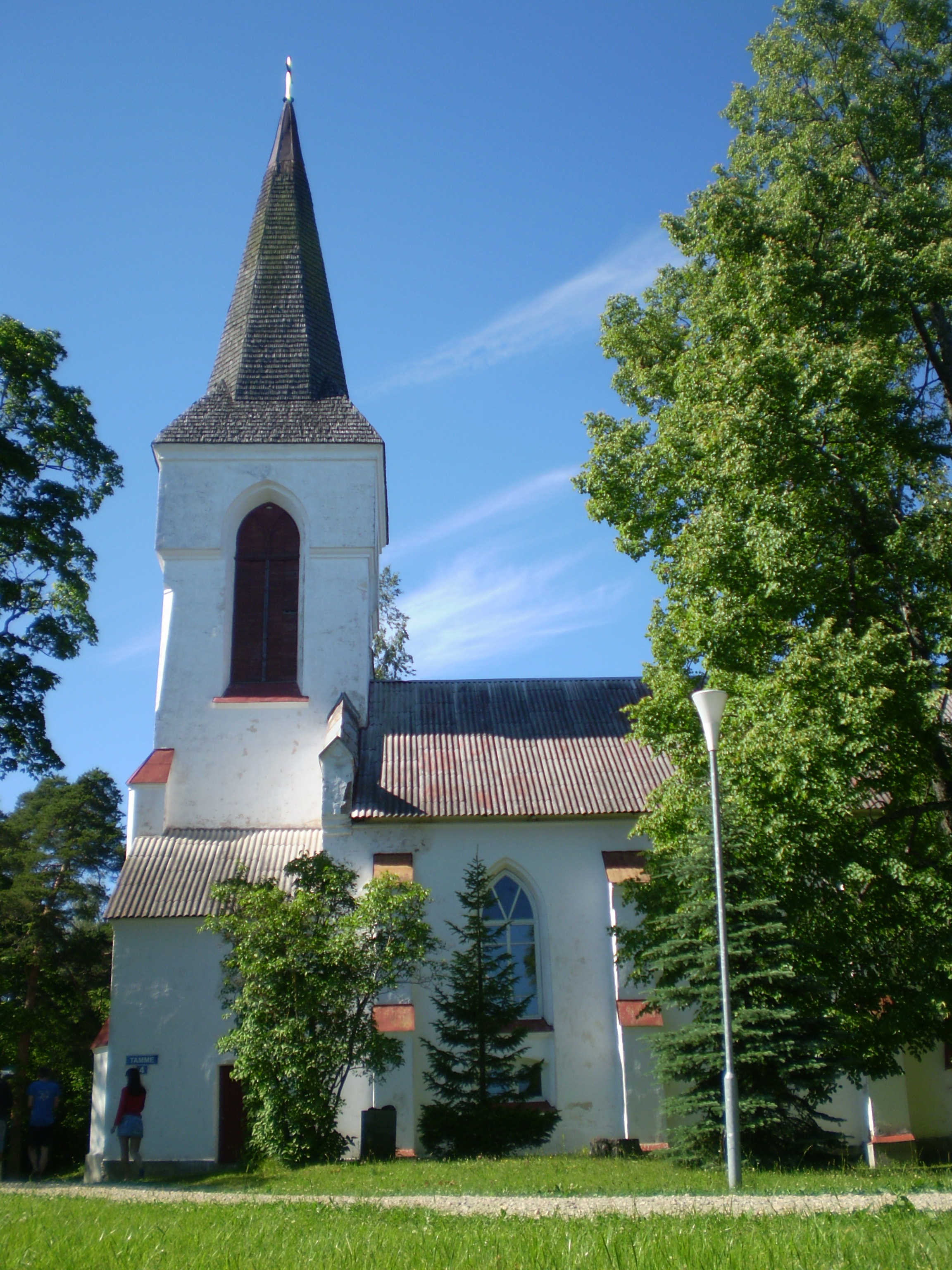
Evangelisch-lutherse kerk van Iisaku

Iisaku is een plaats in de Estlandse gemeente Alutaguse (Estisch: Alutaguse vald), provincie Ida-Virumaa. De plaats telt 676 inwoners (2021) en heeft de status van vlek (Estisch: alevik). De oude Duitse naam was  Isaak.
Iisaku was tot in 2017 de hoofdplaats van de gelijknamige gemeente. Sinds dat jaar is het de hoofdplaats van de gemeente Alutaguse.
In de plaats is het Iisaku-museum gevestigd, gewijd aan de locale geschiedenis.